# كايل ويلسون
كايل ويلسون (بالإنجليزية: Kyle Wilson)‏ (14 نوفمبر 1985 المملكة المتحدة - ) هو لاعب كرة قدم بريطاني يلعب كمهاجم.

## روابط خارجية
- كايل ويلسون على موقع قاعدة بيانات كرة القدم.إي يو (الإنجليزية)
- كايل ويلسون على موقع Soccerbase.com (لاعب) (الإنجليزية)